# Flugverkehrskontrolle

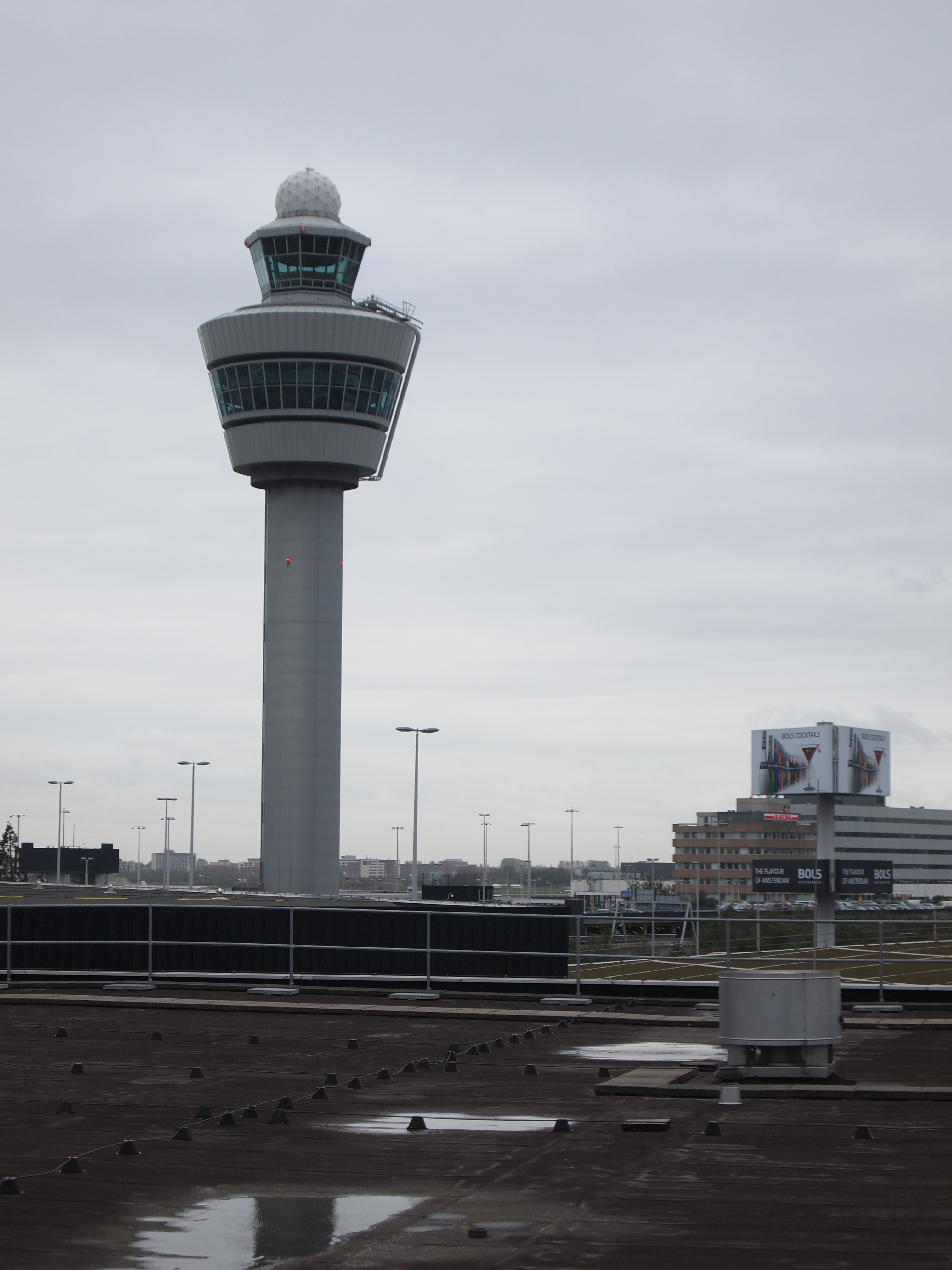
Flugverkehrskontrollturm (Tower) am Amsterdamer Flughafen Schiphol, Niederlande

Flugverkehrskontrolle (FVK; englisch air traffic control, ATC) ist ein Teilbereich der Flugsicherung und bezeichnet den bodenbasierten Dienst von Fluglotsen, die Flugzeuge am Boden und in der Luft leiten. Der primäre Zweck der Flugverkehrskontrolle ist die Staffelung von Flugzeugen, um Kollisionen zu vermeiden, die Organisierung und Beschleunigung des Verkehrsflusses sowie die Bereitstellung von Informationen und Unterstützung der Piloten. In einigen Staaten übernimmt die Flugverkehrskontrolle auch teilweise Sicherheits- und Verteidigungsaufgaben (wie in den Vereinigten Staaten) oder wird gänzlich durch das Militär durchgeführt (wie in Brasilien).
Die Vermeidung von Kollisionen wird durch Staffelung erreicht. Hierbei steht die Einhaltung der vertikalen und horizontalen Mindestabstände zwischen den Flugzeugen im Vordergrund. Viele Flugzeuge verfügen inzwischen über ein Kollisionswarnsystem, welches als zusätzliches Hilfsmittel neben der primären Flugverkehrskontrolle existiert. Zusätzlich zu ihrer Hauptaufgabe bietet die Flugsicherung weitere Dienste an, wie beispielsweise Informationen für Piloten, Wetterdaten, Navigationsinformationen und NOTAM.
In vielen Staaten wird die Flugverkehrskontrolle in einem Großteil des Luftraumes durchgeführt und steht allen Luftraumnutzern zur Verfügung (privat, kommerziell und militärisch). Wenn Fluglotsen für die Staffelung aller oder einiger Luftfahrzeuge verantwortlich sind, wird dieser Luftraum als kontrollierter Luftraum bezeichnet. Abhängig von der Luftraumklasse und der Art des Fluges gibt die Flugverkehrskontrolle Anweisungen, die vom Piloten zu befolgen sind, oder nur Informationen, die den Piloten helfen sollen. In allen Fällen liegt die letztendliche Verantwortung für die sichere Flugdurchführung jedoch beim Pilot in command, der in Notfällen auch von den Anweisungen der Flugverkehrskontrolle abweichen darf.

## Geschichte in Deutschland
Im Jahre 1910 entstand der Luftfahrer-Warndienst, um Flugzeugpiloten auf telegraphischem Wege mit meteorologischen und Peilinformationen zu versorgen. Die Funkstellen befanden sich hauptsächlich auf den Flughäfen.
Ab 1945 unterlag die gesamte Luftraumkontrolle den Flugsicherungsdiensten der Siegermächte. 1953 wurde die Bundesanstalt für Flugsicherung (BFS) in Frankfurt am Main gegründet und war für die zivile Flugsicherung zuständig. 1959 legten das Bundesverkehrsministerium und das Bundesministerium der Verteidigung die zivil-militärische Aufgabenteilung formal fest.
Die Kontrollen im Luftraum der DDR wurden von der Interflug bzw. von der Hauptabteilung XIX (Verkehrswesen) des Ministeriums für Staatssicherheit (MfS) wahrgenommen.
Die Alliierten kontrollierten bis zum 3. Oktober 1990 den Luftkorridor nach Berlin.
Die Zentralen der Flugsicherung werden gemäß dem jeweiligen Zuständigkeitsbereich unterschieden in „ACC“ (Area Control Center) und „UAC“ (Upper Area Control Center). Die Aufgaben eines ACC sind im unteren Bereich der Lufträume im Höhenband vom Grund bis etwa 8 km angesiedelt.

## Geschichte in den USA

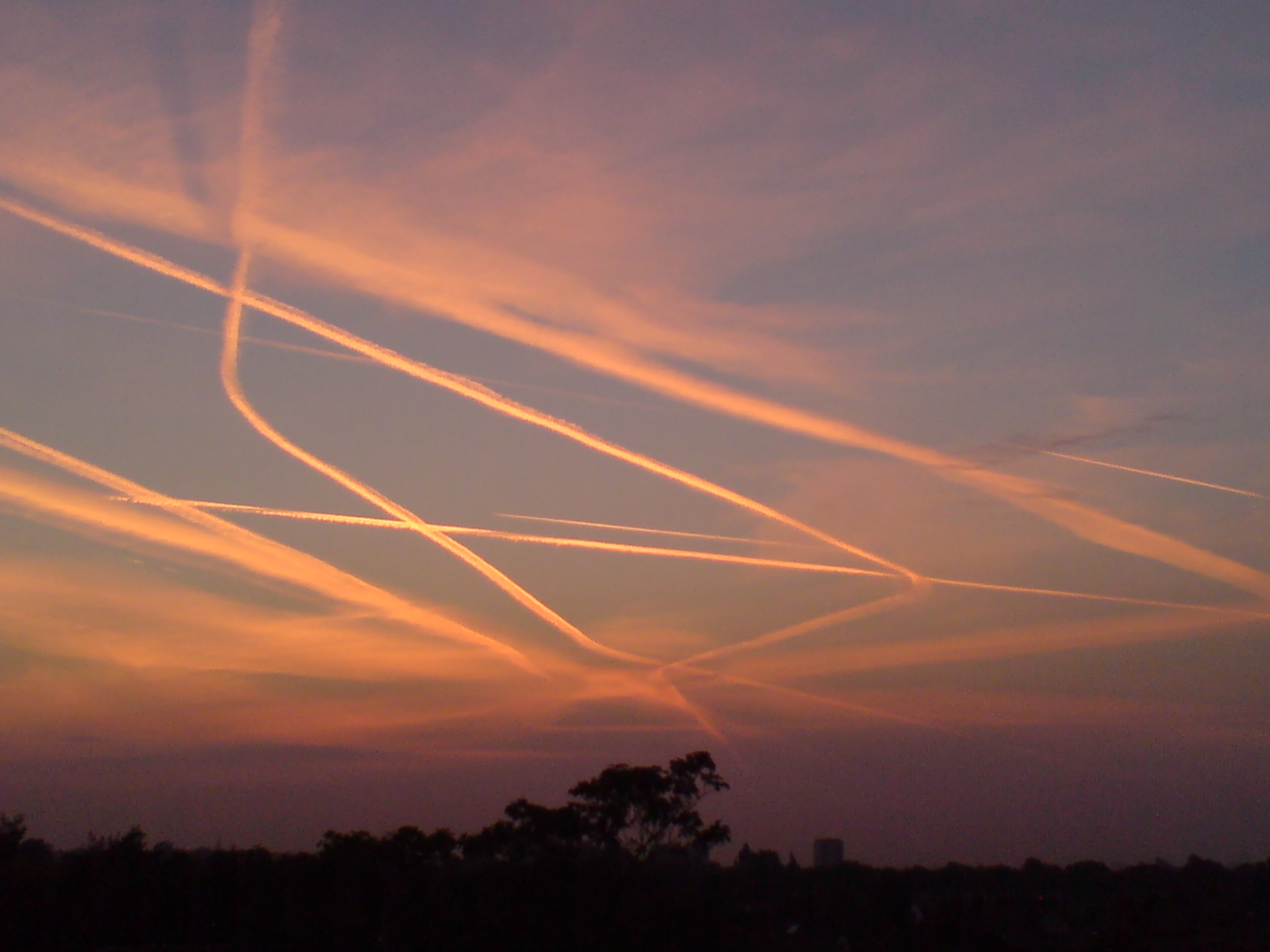
Kondensstreifen von an- und abfliegenden Flugzeugen am London Heathrow Airport. Kreuzende Flugwege werden genau überwacht, um Kollisionen zu verhindern.

Im Jahr 1919 wurde die International Commission for Air Navigation (ICAN) geschaffen, um allgemeine Regeln für den Luftverkehr zu entwickeln. Deren Regeln und Verfahren wurden in den meisten Staaten, in denen Flugzeuge verkehrten, angewendet. Die Vereinigten Staaten traten der ICAN-Konvention nicht bei, entwickelten aber ab 1926 eigene Luftverkehrsregeln. Erste einfache Regelungen wurden getroffen, beispielsweise die Anweisung an Piloten, nicht zu starten bis kein Risiko einer Kollision mit anderen landenden oder gerade gestarteten Flugzeugen mehr bestand. Mit zunehmenden Verkehrszahlen wurde deutlich, dass solche allgemeinen Regeln nicht ausreichten, um Zusammenstöße zu vermeiden. Flugplatzbetreiber begannen mit der Einrichtung einer Art Flugverkehrskontrolle, die auf Sichtzeichen basierte. Frühe „Fluglotsen“ standen auf dem Flugfeld und bedienten sich verschiedener Flaggen, um mit den Piloten zu kommunizieren.
Mit zunehmender Ausrüstung der Flugzeuge mit Funkgeräten verdrängten funkgestützte Kontrolltürme die Flaggensignale. 1930 nahm in den USA der erste Kontrollturm mit Funk seinen Betrieb am Cleveland Municipal Airport auf. Bis 1935 operierten etwa 20 Kontrolltürme mit Funk.
Eine weitere Steigerung der Verkehrszahlen führte zu der Notwendigkeit einer auch außerhalb der Flugplätze zuständigen Flugverkehrskontrolle. 1935 vereinbarten die Fluggesellschaften, die die Flugplätze Chicago, Cleveland und Newark am meisten nutzten, die Abwicklung des Luftverkehrs zwischen diesen Städten zu koordinieren. Im Dezember eröffnete das erste Flugverkehrskontrollzentrum in Newark, New Jersey. Weitere Zentren in Chicago und Cleveland folgten 1936.
Die ersten Fluglotsen verfolgten die Position der Flugzeuge anhand von Markierungen auf Karten und Flugplandaten auf Tafeln. Sie hatten keinen direkten Funkkontakt zu den Flugzeugen, sondern standen mit den Einsatzplanern der Fluggesellschaften und den Lotsen der Flugplätze in telefonischer Verbindung.
Im Juli 1936 ging die Flugverkehrskontrolle in den USA in die Verantwortung des Bundes über und der erste Haushaltsposten betrug $175.000 (heute $2.665.960). Die Regierung stellte Flugverkehrskontrolle auf den Luftfahrtstraßen bereit, aber lokale Behörden blieben weiterhin für den Betrieb der Kontrolltürme verantwortlich. Bis 1944 existierten 115 Kontrolltürme in den USA. Nach dem Zweiten Weltkrieg ging auch die Flugverkehrskontrolle an vielen Flugplätzen dauerhaft in die Verantwortung des Bundes über. Die Civil Aeronautics Administration (CAA) erweiterte zeitgleich das Streckensystem der Flugverkehrskontrolle.
Mit der Einführung von Radar setzte ab der Mitte der 1940er Jahre eine revolutionäre Entwicklung ein. Fluglotsen konnten erstmals die aktuelle Position von Flugzeugen auf Anzeigegeräten sehen und verfolgen. Der erste experimentelle radargestützte zivile Kontrollturm nahm 1946 seinen Betrieb auf. 1952 wurde durch die CAA mit dem routinemäßigen Einsatz von Radar zur An- und Abflugkontrolle begonnen. Vier Jahre später wurde ein Auftrag zur Beschaffung von Langstreckenradargeräten zur Streckenkontrolle erteilt.
1960 begann die Federal Aviation Administration (FAA), die 1958 die Nachfolge der CAA antrat, in bestimmten Lufträumen mit erfolgreichen Tests von Sekundärradar-Anlagen und bordgebundenen Transpondern. Diese halfen dabei, die Position von Flugzeugen festzustellen und die Radardarstellung zu verbessern. Piloten in diesen Lufträumen mussten zudem nur nach Instrumenten fliegen – unabhängig vom Wetter – und mit den Fluglotsen in Kontakt bleiben. Unter diesen Bedingungen waren die Fluglotsen in der Lage, die Staffelung zwischen den Flugzeugen zu halbieren.
Von 1965 bis 1975 entwickelte die FAA komplexe Computersysteme, die die Darstellung und Auswertung der Radardaten automatisierte und verbesserte und es den Fluglotsen dadurch ermöglichte, sich stärker auf die Leitung des Flugverkehrs zu konzentrieren.
Im April 1970 wurde eine Central Flow Control Facility eingerichtet, die Verzögerungen im Luftverkehr durch die Vermeidung von punktuellen Überlastungen der Flugverkehrskontrollstellen reduzieren sollte.
Mit der Einführung des National Airspace System (NAS) im Januar 1982 fand eine umfassende Modernisierung der Flugverkehrskontrollstellen und Kommunikations- und Überwachungssysteme statt.
Eine weitere Stufe der Modernisierung setzte 1999 ein, als das Standard Terminal Automation Replacement System mit neuen Anzeigegeräten und effizienteren Arbeitsplätzen eingeführt wurde.
Gegenwärtige Entwicklungen zielen auf die Verbesserung von Kommunikation, Navigation und Überwachung ab und nutzen vor allem die fortgeschrittenen Transponder, das Global Positioning System und präzisere Radargeräte. Gleichzeitig soll die Verbesserung der Cockpit-Anzeigen den Piloten mehr und akkuratere Informationen über anderen Verkehr, Wetter und mögliche Gefahren bereitstellen.

## Sprache
Gemäß den Anforderungen der International Civil Aviation Organization (ICAO) werden Flugverkehrskontrolldienste entweder in der englischen Sprache oder in der von der Bodenstation genutzten Sprache durchgeführt. In der Praxis wird oft die lokale Sprache verwendet, aber dennoch muss auf Anfrage die englische Sprache benutzt werden.

## Flugplatzkontrolle

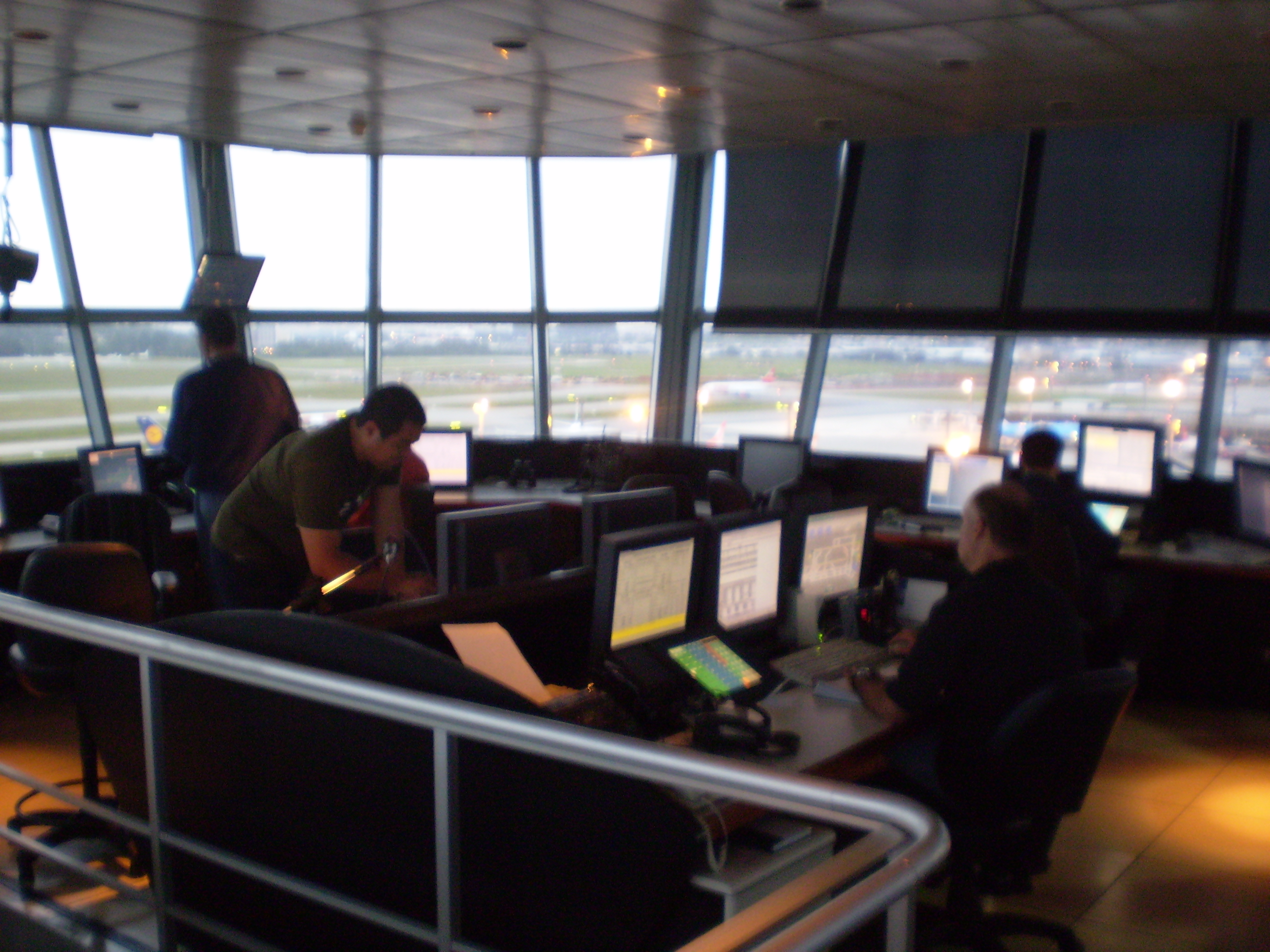
Innenansicht des Towers am Flughafen São Paulo-Guarulhos, einem der verkehrsreichsten Flughäfen Lateinamerikas

Die primäre Methode zur Überwachung der direkten Flugplatzumgebung ist die visuelle Beobachtung vom Kontrollturm aus. Towerlotsen sind verantwortlich für die Staffelung und effiziente Verkehrsleitung von Flugzeugen und Fahrzeugen, die auf den Rollwegen und Start- und Landebahnen sowie in der Luft in unmittelbarer Nähe zum Flugplatz operieren (Kontrollzonen, üblicherweise im Umkreis von 2 bis 5 Seemeilen, bzw. von 3,7 bis 9,2 Kilometern).
Radaranzeigen sind ebenfalls an einigen Flugplätzen für die Lotsen verfügbar. Die Lotsen können mittels Sekundärradar an- und abfliegenden Verkehr auf einer digitalen Karte mit Informationen über Callsign, Geschwindigkeit, Flugrichtung und Flughöhe angezeigt bekommen.
Die Aufgabenbereiche der Lotsen am Flugplatz können grundsätzlich in drei Kategorien unterteilt werden: Platzkontrolle, Bodenkontrolle und Freigabe/Clearance Delivery. Weitere Dienste wie Vorfeldkontrolle und Marshaller sind in Abhängigkeit vom Verkehrsaufkommen am Flugplatz verfügbar, werden jedoch nicht durch die Flugsicherung, sondern durch den Flugplatzbetreiber gestellt. In jedem Kontrollturm sind unterschiedliche lokale Verfahrensweisen geregelt. Die folgenden Abschnitte geben einen Überblick über die grundlegende Aufgabenteilung im Tower.

### Rollkontrolle
Die Rollkontrolle (englisch ground control) ist verantwortlich für das Rollfeld des Flugplatzes und weitere Betriebsflächen. Dies schließt üblicherweise Rollwege, stillgelegte Start- und Landebahnen sowie einige Wartebereiche ein. Genaue Eingrenzungen des Aufgabenbereichs sind eindeutig in örtlichen Bestimmungen niedergelegt. Jedes Luftfahrzeug, jedes sonstige Fahrzeug und jede arbeitende oder passierende Person hat innerhalb dieses Bereichs eine Freigabe der Rollkontrolle einzuholen. Normalerweise wird dies über Funkverbindung gemacht, dennoch gibt es auch abweichende Verfahren. Die meisten Flugzeuge und Fahrzeuge sind mit Funkgeräten (siehe Flugfunk) ausgerüstet. Sofern keine Funkverbindung möglich ist, haben sie per Lichtsignal Kontakt herzustellen oder müssen von mit Funk ausgerüsteten Fahrzeugen begleitet werden. Für Personen stehen meist tragbare Funkgeräte oder auch Mobiltelefone bereit. Die Rollkontrolle ist essentiell für den flüssigen Betriebsablauf am Flugplatz, da hier die Reihenfolge der Abflüge und die Einfädelung der ankommenden Luftfahrzeuge harmonisiert werden müssen.
An größeren Flugplätzen steht der Rollkontrolle häufig ein Advanced Surface Movement Guidance and Control System, d. h. eine Kombination aus Bodenradar und einem, auf Multilateration von Sekundärradar-Transpondern basierendes Multilaterationssystem zur Verfügung, welches die aktuelle Position der Flugzeuge auf dem Boden darstellt. Auf diese Weise können vor allem nachts und bei schlechter Sicht Gefahren vermieden und ein zügiger Betrieb aufrechterhalten werden.

### Platzkontrolle
Die Platzkontrolle, bezeichnet als Turm (englisch tower), ist verantwortlich für die aktiven Start- und Landebahnen sowie den Verkehr in der Kontrollzone. Die Platzkontrolle erteilt Freigaben für Start und Landung unter der Bedingung, dass festgelegte Mindestabstände eingehalten werden. In unsicheren Situationen können anfliegende Flugzeuge angewiesen werden durchzustarten und neu in den Anflug eingereiht zu werden.
Innerhalb des Kontrollturms ist eine enge Abstimmung zwischen Rollkontrolle und Platzkontrolle notwendig. Die Rollkontrolle muss eine Genehmigung einholen, wenn sie mit Flugzeugen oder Fahrzeugen eine aktive Start- und Landebahn überqueren will. Andererseits muss die Platzkontrolle sicherstellen, dass die Rollkontrolle über jegliche Operationen informiert ist, die den Betrieb auf den Rollwegen beeinflussen könnten. Weiterhin hat sie mit den Lotsen der Anflugkontrolle zu koordinieren, um Lücken im anfliegenden Verkehr für startende Flugzeuge oder für kreuzenden Verkehr zu nutzen. Crew Resource Management (CRM)-Training wird intensiv genutzt, um diese Kommunikationsprozesse effizienter und sicherer zu gestalten.

### Freigabe / Flight Data
Die Freigabe (englisch clearance delivery) ist die Position, welche Streckenfreigaben an die Luftfahrzeuge übermittelt, üblicherweise bevor diese mit dem Rollvorgang beginnen. Die Streckenfreigaben enthalten Details der Route, die das Flugzeug nach dem Start fliegen soll. Die Freigabe koordiniert hierfür mit den überörtlichen Bezirkskontrollstellen. Oftmals sind die Freigabeverfahren automatisiert oder in örtlichen Vereinbarungen allgemein geregelt. Wenn Wetterbedingungen oder hohe Verkehrsdichte für einen Flugplatz oder einen bestimmten Luftraum kritisch werden, kann es nötig werden, die Flugzeuge über andere Strecken zu führen oder sie am Boden warten zu lassen und deren Slot zu verschieben, um Überlastungen zu vermeiden. Die Hauptaufgabe der Freigabe ist es, sicherzustellen, dass alle Flugzeuge die korrekte Route und Slot-Zeit empfangen. In Zusammenarbeit mit der Rollkontrolle muss sichergestellt werden, dass die Flugzeuge zum geforderten Zeitpunkt die Startbahn erreichen und abflugbereit sind. Die Freigabe ist an einigen Flugplätzen auch für die Erlaubnis zum Pushback und zum Triebwerksstart verantwortlich, um Staus auf Rollwegen und Vorfeld zu verhindern.
Flight Data ist eine Aufgabe, die routinemäßig auch von der Freigabe übernommen wird. Hierbei werden sowohl Fluglotsen als auch Piloten ständig mit aktuellen Informationen versorgt: Wetterveränderungen, Systemausfälle, Verzögerungen am Boden, Schließungen von Start- und Landebahnen etc. Flight Data informiert Piloten auch mittels einer auf einer gesonderten Frequenz ausgestrahlten Endlosschleife, bekannt als Automatic Terminal Information Service (ATIS).

## Anflugkontrolle

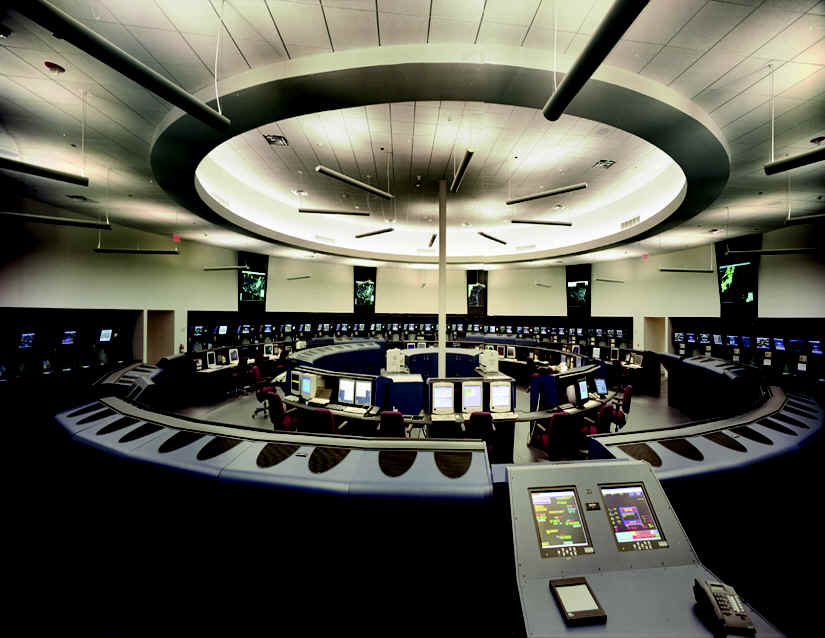
Potomac-TRACON, Washington, D.C., Vereinigte Staaten

Viele Flugplätze haben eine Radarkontrollstelle, die dem Flugplatz zugeordnet ist. In den meisten Ländern wird sie als Terminal Control, in den USA als TRACON (Terminal Radar Approach Control) bezeichnet. Obwohl sich die Bedingungen an jedem Flugplatz unterscheiden, übernehmen die Lotsen gewöhnlicherweise den Verkehr im Umkreis von 30 bis 50 Seemeilen (56 bis 93 Kilometern) um den Flugplatz. Wenn mehrere verkehrsreiche Flugplätze nah zusammen liegen, übernimmt eine Anflugkontrollstelle die Dienste für alle Flughäfen. Die Grenzen des Luftraums der Anflugkontrolle variieren stark in Abhängigkeit vom lokalen Verkehrsfluss, benachbarten Flughäfen und der Geländebeschaffenheit. Ein großes und komplexes Beispiel hierfür war das London Terminal Control Centre, welches den Verkehr für fünf Londoner Flughäfen bis zu 20.000 Fuß Höhe und 100 Seemeilen Entfernung kontrollierte.
Anfluglotsen sind verantwortlich für die Bereitstellung sämtlicher Flugsicherungsdienste in ihrem Luftraum. Der Verkehrsfluss kann grob unterteilt werden in Abflüge, Anflüge und Überflüge. Wenn Flugzeuge in den Luftraum der Anflugkontrolle ein- und ausfliegen, werden sie der nächsten zuständigen Kontrollstelle übergeben (z. B. Tower, Bezirkskontrollstelle oder angrenzende Anflugkontrollstellen). Die Anflugkontrolle ist zuständig für die Einhaltung festgelegter Flughöhen bei Übergabe an angrenzende Stellen und dafür, dass Flugzeuge in einer passenden Rate zur Landung ansetzen.
Nicht alle Flugplätze besitzen eine Anflugkontrollstelle. In diesem Fall übernimmt die Bezirkskontrollstelle oder eine benachbarte Anflugkontrollstelle den Verkehr und koordiniert direkt mit dem Tower. An einigen dieser Flugplätze kann der Tower ein Anflugverfahren ohne Radarunterstützung anbieten, wenn die Flugzeuge noch nicht nach Sicht landen können.

## Bezirkskontrolle

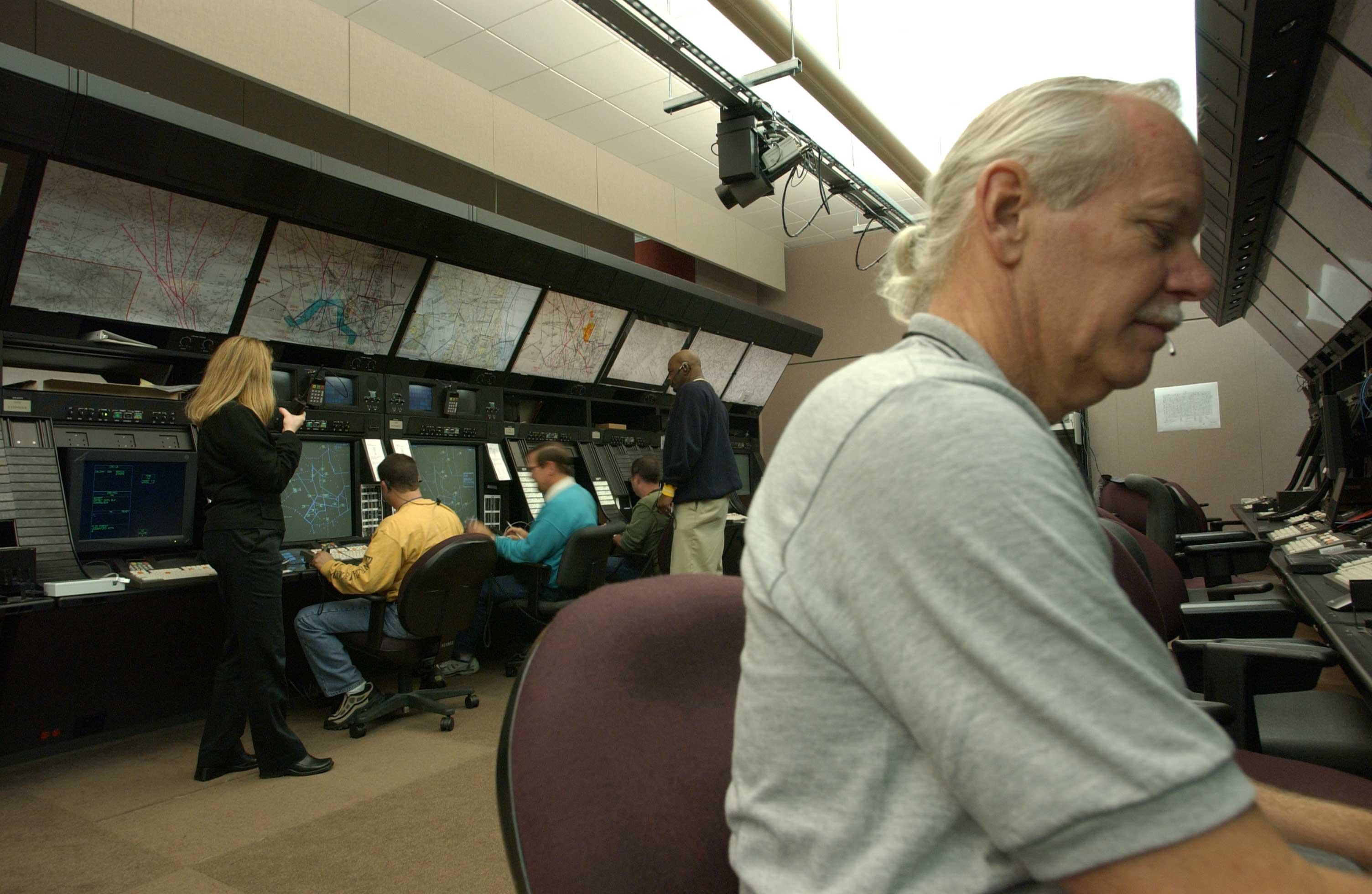
Die Ausbildungsabteilung im Washington Air Route Traffic Control Center, Washington, D.C., Vereinigte Staaten

Flugverkehrskontrolle steht Flugzeugen zwischen den Flugplätzen durch die Area Control Centre (ACC) ebenfalls zur Verfügung. Piloten fliegen entweder nach Visual Flight Rules (VFR) oder Instrument Flight Rules (IFR). Fluglotsen sind in unterschiedlicher Weise für die Flugzeuge je nach Flugregel zuständig. Während IFR-Verkehr unter positiver Kontrolle steht, kann VFR-Verkehr Verkehrsinformationen und Navigationshinweise erhalten, soweit die Kapazität der Flugsicherung es zulässt.
Die Lotsen der Bezirkskontrolle erteilen Freigaben und Anweisungen für Flugzeuge in der Luft und Piloten haben diesen Anordnungen zu folgen. Die Lotsen stellen auch kleineren Flugplätzen Flugverkehrskontrolldienste bereit, indem sie Freigaben für An- und Abflüge erteilen. Sie beachten eine Reihe von festgelegten Mindestabständen zur Staffelung von Flugzeugen, die in Abhängigkeit von der Ausrüstung und den angewandten Verfahren variieren können.

### Generelles
Fluglotsen der Bezirkskontrolle arbeiten in ACCs (Area Control Center), die üblicherweise nur als Center bezeichnet werden. In den Vereinigten Staaten besteht zudem die Bezeichnung ARTCC (Air Route Traffic Control Center). Jedes Center ist verantwortlich für einen Luftraum von vielen tausend Quadratmeilen (bekannt als Flight Information Region) und für die darin befindlichen Flugplätze. Center leiten IFR-Flüge vom Zeitpunkt ihres Abfluges oder dem Verlassen des Anflugsektors, bis sie an einem anderen Flugplatz oder Anflugsektor ankommen. Center können auch VFR-Flüge annehmen, die bereits unterwegs sind und sie in den IFR-Verkehr aufnehmen. Diese Flüge müssen jedoch die VFR-Regeln einhalten, bis sie von Center eine Freigabe erhalten.
Centerlotsen sind dafür zuständig, Flugzeuge zu ihrer angeforderten Flughöhe steigen zu lassen, während sie gleichzeitig sicherstellen müssen, dass dabei die Staffelung zu anderen Flugzeugen eingehalten wird. Zudem müssen die Flugzeuge entsprechend ihrer Route in den Verkehrsfluss integriert werden. Diese Bestrebungen werden durch kreuzenden Verkehr, schlechtes Wetter und Verkehrsdichte kompliziert. Wenn ein Flugzeug sich seinem Ziel nähert, sind die Center dafür verantwortlich, Beschränkungen der Flughöhe über festgelegten Anflugpunkten einzuhalten und die Anflüge so gestaffelt zu haben, dass es nicht zu Engpässen kommt. Dieses Verkehrsflussmanagement setzt schon während des Streckenfluges ein, da die Lotsen Flugzeuge mit demselben Ziel so positionieren, dass sie nicht zeitgleich ankommen.
Sobald ein Flugzeug die Grenze des Luftraums eines Centers erreicht, wird es an das nächste Center übergeben. In einigen Fällen werden hierzu zwischen den Fluglotsen die Details des Fluges ausgetauscht, um eine reibungslose Übernahme zu ermöglichen, in anderen Fällen ist durch die Einhaltung vereinbarter Übergabekriterien keine gesonderte Koordination notwendig. Mit der Übergabe erhält das Flugzeug eine neue Frequenz zugewiesen und nimmt Kontakt mit dem neuen Sektor auf. Dieser Prozess wiederholt sich, bis das Flugzeug den Anflugsektor seines Zielflugplatzes erreicht hat.

### Radarabdeckung

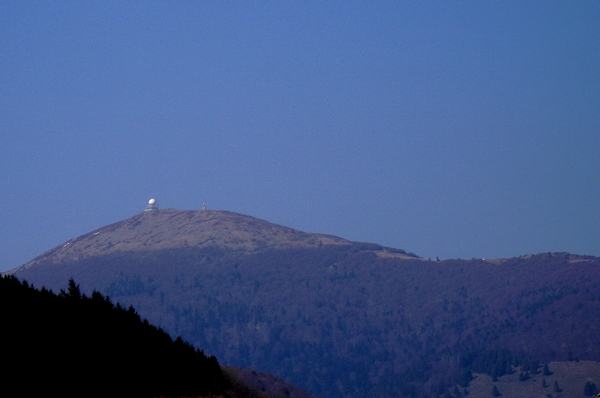
En-route-Radar auf einem Vogesen-Gipfel

Da Center einen großen Luftraum kontrollieren, benutzen sie meistens Langstreckenradargeräte (z. B. SRE-M), die die Fähigkeit haben, Flugzeuge in größeren Höhen in bis zu 200 Seemeilen (370 Kilometer) Entfernung zu erfassen. Sie können ebenfalls die Radaranlagen der Anflugkontrolle (z. B. ASR) verwenden, wenn diese ein besseres „Bild“ (d. h. genauere Flugzeugposition und höhere Positions-Update-Rate durch höhere Drehzahl der Radar-Antenne) liefern oder wenn sie einen Teil des Luftraums (d. h. bis herunter auf die Landebahnschwellen) abbilden, der nicht vom Langstreckenradar abgedeckt wird.

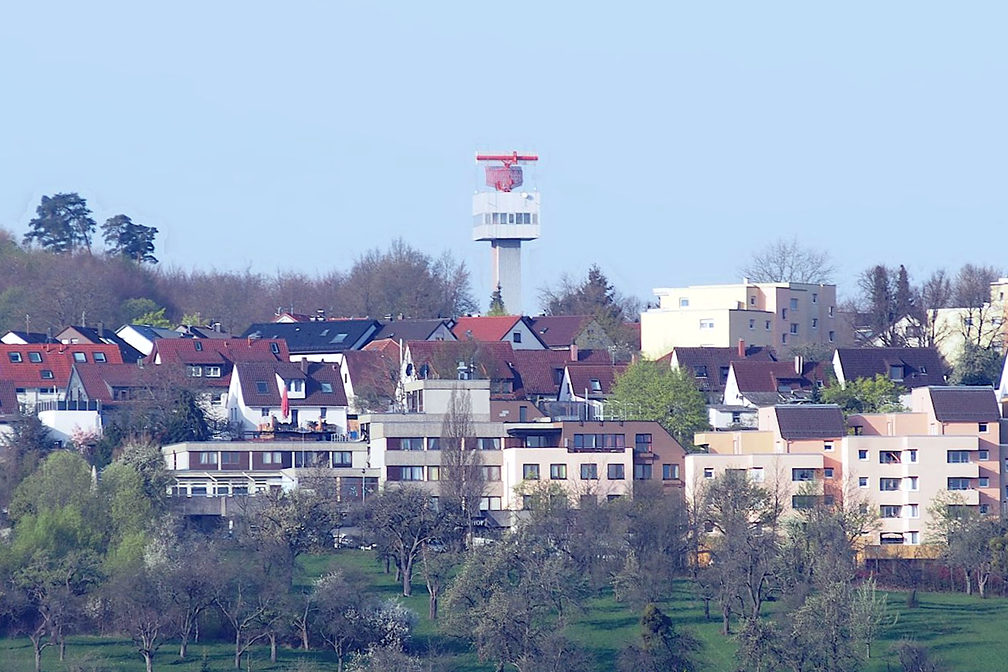
Anflugradar bei Stuttgart

In den Vereinigten Staaten besteht in größeren Höhen zu 90 % eine Radarabdeckung des Luftraumes, oft durch mehrere Radarsysteme. Trotzdem können Lücken in niedrigeren Höhen durch hohes Gelände oder große Entfernungen zur nächsten Radarstation entstehen. Ein Center benötigt unter Umständen mehrere Radargeräte, um den ihm zugeteilten Luftraum überwachen zu können oder muss sich sogar auf Positionsangaben der Piloten verlassen. Um die Fülle der vorhandenen Daten für den Lotsen aufzubereiten, stehen automatisierte Systeme bereit, die aus allen Radardaten ein einzelnes klares Bild erzeugen und Daten in einem übersichtlichen Format anzeigen.
Die Center überwachen auch den Flugverkehr über die Ozeane, da diese Gebiete mit den North Atlantic Tracks auch Teil einer Flight Information Region sind. Für die Ozeane stehen keine Radargeräte zur Verfügung. Somit richten sich die Fluglotsen und Piloten ausschließlich nach festgelegten Flugverfahren. Diese Verfahren nutzen Positionsmeldungen der Flugzeuge, Zeit, Höhe, Entfernung und Geschwindigkeit, um Staffelung zu gewährleisten. Lotsen zeichnen die vorhandenen Informationen auf Kontrollstreifen und in speziell für Ozeangebiete entwickelten Computersystemen auf. Bei der Anwendung dieser Verfahren müssen Flugzeuge mit größerem Abstand gestaffelt werden, was die Gesamtkapazität der einzelnen Routen reduziert.
Einige Flugsicherungen (wie z. B. Airservices Australia, The Federal Aviation Administration, NAVCANADA etc.) haben ADS-B (Automatic Dependent Surveillance – Broadcast) als Teil ihrer Überwachungsmöglichkeiten eingeführt. Diese neue Technologie kehrt das Radarkonzept um. Anstelle eines Radars, das ein Ziel finden und erkennen muss, senden ADSB-ausgerüstete Flugzeuge selbstständig digitale Meldung der mittels der eigenen Navigationsinstrumente (z. B. GPS) ermittelte Positionen aus. ADS-B ist von Bedeutung, weil es dort eingesetzt werden kann, wo Radargeräte nicht verfügbar sind. Mit der Entwicklung von computergestützten Radaranzeigen können ADS-B-Informationen darauf zur Darstellung gebracht werden. Diese Technologie wird gegenwärtig über dem Nordatlantik und dem Pazifik verwendet, wo sich mehrere Staaten die Verantwortung für die Kontrolle des Luftraumes teilen.

## Probleme

### Verkehr
Die alltäglichen Probleme, denen die Flugverkehrskontrolle gegenübersteht, basieren hauptsächlich auf dem Umfang des Luftverkehrs und dem Wetter. Verschiedene Faktoren bestimmen die Anzahl der Landungen an einem Flughafen in einer gegebenen Zeitspanne. Jedes landende Flugzeug muss aufsetzen, verlangsamen und die Landebahn verlassen, bevor das nächste Flugzeug den Anfang der Landebahn überquert. Dieser Prozess verlangt mindestens ein bis vier Minuten pro Flugzeug. Wenn zwischen den Anflügen noch Abflüge stattfinden, kann eine Landebahn pro Stunde ungefähr 30 Anflüge aufnehmen. Ein großer Flughafen mit zwei Landebahnen für Anflüge kann somit bei gutem Wetter etwa 60 Anflüge verarbeiten. Probleme treten auf, wenn Airlines mehr Anflüge auf einen Flughafen durchführen wollen als dieser physisch verkraften kann oder wenn Verspätungen dazu führen, dass Gruppen von Flugzeugen gleichzeitig ankommen, die ursprünglich zeitversetzt anfliegen sollten. Flugzeuge müssen dann in der Luft über einem festgelegten Punkt eine Warteschleife fliegen, bis sie sicher in den Anflug eingefädelt werden können. Bis in die 1990er Jahre waren Warteschleifen, die signifikante Einflüsse auf Umwelt und Kosten haben, an vielen Flughäfen regelmäßig anzutreffen. Fortschritte in der Computertechnik erlauben es nun mittels Air Traffic Flow Management, Flugzeuge Stunden zuvor zeitlich zu sortieren. Dadurch können Abflüge noch vor dem Start verzögert (durch Zuteilung eines neuen Slots) oder die Geschwindigkeit im Flug angepasst werden, um die Zeiten in den Warteschleifen erheblich zu verkürzen.

### Wetter
Neben den Kapazitätsgrenzen der Start- und Landebahnen ist das Flugwetter ein wesentlicher Faktor für den Luftverkehr. Regen, Eis oder Schnee auf der Landebahn können dazu führen, dass landende Flugzeuge länger brauchen, um zu verlangsamen und die Bahn zu verlassen und somit die Zeit zwischen zwei Anflügen heraufgesetzt werden muss. Nebel führt ebenfalls zu einer Reduzierung der Anflugraten. Hieraus entsteht andererseits ein Anstieg der Verzögerungen in der Luft. Wenn mehr Anflüge geplant sind als sicher aufgenommen werden können, kann es auch hier wegen des Wetters am Zielflughafen zu Verspätungen beim Abflug kommen.
Für die Center bedeuten Gewitter ein großes Problem, da sie eine Reihe von Gefahren für die Luftfahrt mit sich bringen. Flugzeuge werden um die Gewitterstürme herumgeleitet, was zu einer Reduzierung der Kapazität des Streckennetzes durch größere Staffelung oder zu einer Überlastung einer einzelnen Route zwischen den Gewittern führen kann. Gelegentlich führen auch Gewitter zu einer Verzögerung der Abflüge, wenn Routen oder Plätze aufgrund der Gewitterstürme geschlossen worden sind. Ähnliche Probleme entstehen bei starken und/oder lang anhaltenden Schneefällen, die Pistensperrungen während der Beräumung erforderlich machen. Anfliegender Verkehr muss dann u. U. per Holding gestaffelt werden.
Viel Geld wurde in die Entwicklung von Software investiert, um diese Prozesse effizient zu gestalten. Dennoch werden in einigen Centern von den Fluglotsen immer noch für jeden Flug Daten auf Kontrollstreifen aus Papier geschrieben und Flugwege persönlich koordiniert. Bei neueren Anlagen sind diese Kontrollstreifen durch elektronische Bildschirmanzeigen ersetzt worden und ältere Einrichtungen werden nach und nach modernisiert.

## Rufzeichen
Eine Notwendigkeit zur sicheren Unterscheidung der Luftverkehrsteilnehmer ist die Zuteilung und der Gebrauch von Rufzeichen. Standardmäßig ist das Rufzeichen für Flüge das jeweilige Luftfahrzeugkennzeichen des Flugzeugs, wie „N12345“ oder „C-GABC“. Diese Kennzeichen sind gewöhnlich auf das Heck des Luftfahrzeugs lackiert, können jedoch auch auf den Triebwerken, am Flugzeugrumpf oder oftmals auf den Flügeln angebracht sein.
Für Fluggesellschaften werden eigene Rufzeichen dauerhaft von der ICAO (und durch die Luftstreitkräfte für militärische Flüge) zugewiesen. Es handelt sich dabei um geschriebene Rufzeichen aus einer Kombination von drei Buchstaben wie KLM, AAL, SWA, BAW, DLH, gefolgt von der Flugnummer wie AAL872, BAW018. Auf diese Weise werden sie in Flugplänen und als Label bei Radaranzeigen dargestellt. Weiterhin gibt es Funkrufzeichen, die beim Kontakt zwischen Lotsen und Piloten verwendet werden. Sie sind nicht immer gleich den geschriebenen Rufzeichen. Beispielsweise steht BAW für British Airways, aber im Funkverkehr wird das Wort Speedbird genutzt.
Der Teil der Flugnummer wird vom Betreiber des Flugzeuges festgelegt. Auf diese Weise kann das gleiche Rufzeichen jeden Tag für denselben Flug verwendet werden, auch wenn die Abflugzeit von Tag zu Tag variieren kann. Das Rufzeichen für den Rückflug unterscheidet sich häufig nur in der letzten Ziffer vom Hinflug. Im Allgemeinen sind Flugnummern gerade für Flüge in östlicher Richtung und ungerade in westlicher Richtung. Um die Möglichkeit zur Verwechselung zweier ähnlich lautender Rufzeichen zu verringern, sind vor allem europäische Fluggesellschaften dazu übergegangen, alphanumerische Rufzeichen zu verwenden. Beispielsweise DLH23LG, gesprochen als Lufthansa-two-tree-lima-golf. Zusätzlich hat ein Fluglotse das Recht, das Rufzeichen des Fluges innerhalb seines Sektors zu ändern, um Verwechselungen zu vermeiden, gewöhnlich indem alternativ das Luftfahrzeugkennzeichen verwendet wird.
Vor 1980 benutzten die IATA und die ICAO die gleichen Rufzeichen, bestehend aus zwei Buchstaben. Mit dem Aufkommen zahlreicher neuer Fluggesellschaften führte die ICAO die oben erwähnten Rufzeichen mit drei Buchstaben ein. Die IATA-Rufzeichen werden gegenwärtig noch auf Anzeigetafeln in Flughäfen, aber nicht mehr bei der Flugverkehrskontrolle angewendet. Als Beispiel ist AA das IATA-Rufzeichen für American Airlines, das ICAO-Rufzeichen lautet AAL. Weitere Beispiele sind LY/ELY für El Al, DL/DAL für Delta Air Lines und LH/DLH für Lufthansa.